# 2 (motorväg, Libanon)
2 är en motorväg i Libanon som går mellan Beirut och Tripoli vid Libanons norra kust. Motorvägen passerar Jounie, Jbail och El Batroun. Denna motorväg går längs med Libanons kust norr om Beirut. Motorvägen kommer att förlängas mot gränsen till Syrien.